# Tongxiang
Tongxiang is een stad en een arrondissement in de prefectuur Jiaxing in de Chinese provincie Zhejiang. Bij de volkstelling van 2020 had de stad zelf 690.641 inwoners, het arrondissement had 1.029.754 inwoners.

## Bezienswaardigheden
Tongxiang-stad
In Tongxiang is vooral het Tongxiang museum (桐乡市博物馆) de moeite waard. Het bevat veel Neolithische voorwerpen in goede staat die lokaal zijn opgegraven, ook bevat het de geschiedenis van Tongxiang. Ook de omliggende musea, zoals het Money Museum dat zowel modern geld als antieke geldbomen heeft in haar collectie, en de omliggende kunstwerken kun je bekijken als je hierin geïnteresseerd bent.
Verder heb je ook het Feniksmeer (凤凰湖), een groot meer in de vorm van een Chinese feniks, hierdoor wordt Tongxiang ook wel eens de feniksstad genoemd door de lokale inwoners.
Wu Zhen
In de buurt bevindt zich ook Wu Zhen, een oude waterstad. Het heeft een beschavingsgeschiedenis van meer dan 7000 jaar en de gebouwen in het dorp zelf zijn meer dan 1300 jaar oud, bestaande sinds de Tang-dynastie. Het staat bekend als "China's last water pillow family" en "land of plenty, home of silk", het is een toeristische attractie zowel voor binnen- als buitenlanders. Er zijn veel winkeltjes die kledij van die tijd verhuren en verkopen vele jongeren en studenten gaan in deze traditionele kledij naar de oude stad om er fotoshoots te nemen.
Wu Zhen is ook de thuisbasis van the World internet Conference, een conferentie tussen verschillende landen, waar de nieuwste technologische snufjes en eventuele problemen en maatregelen worden besproken. Er staat hier nu ook een nieuw museum sinds 2025.

## Galerij

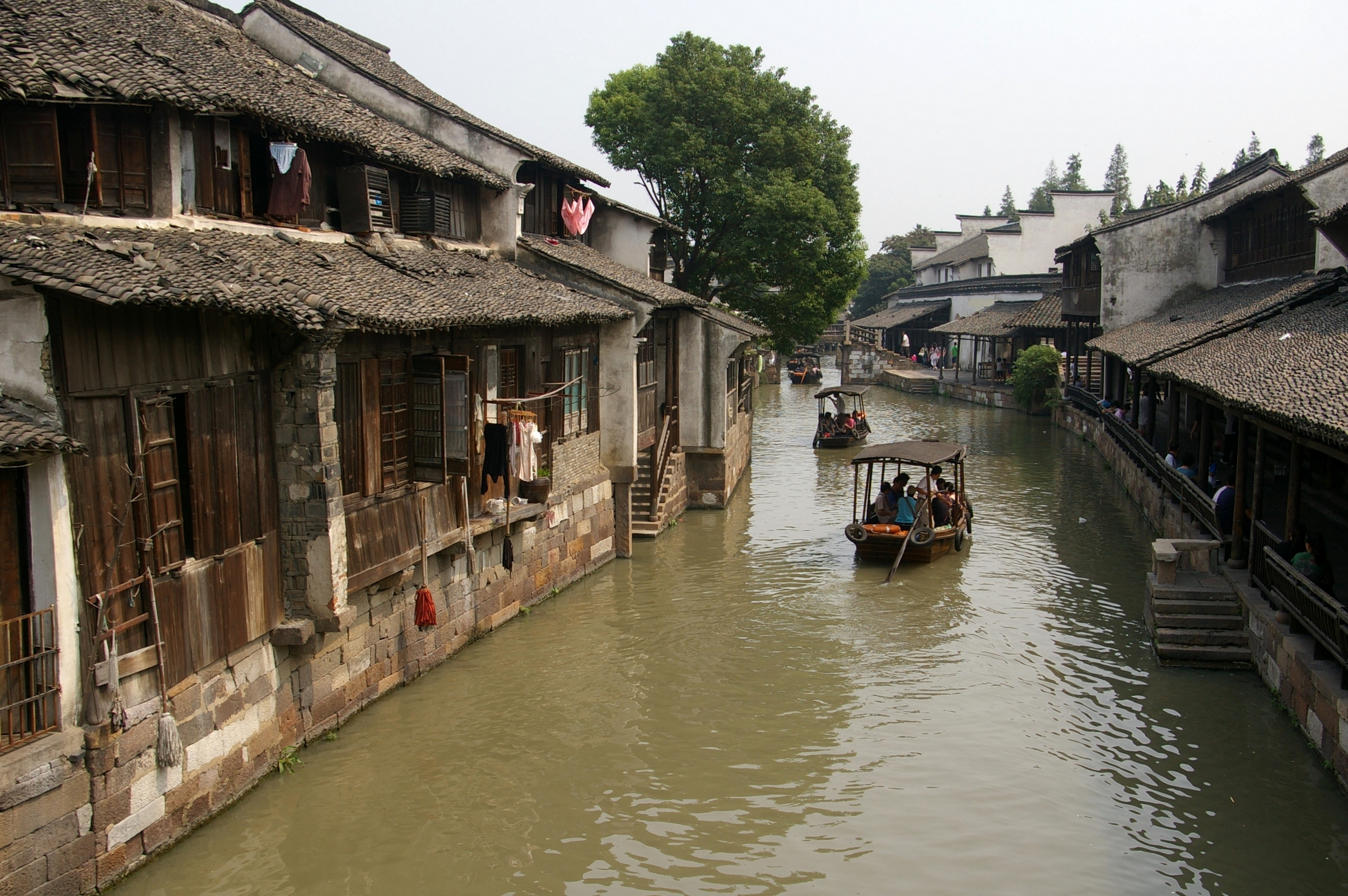
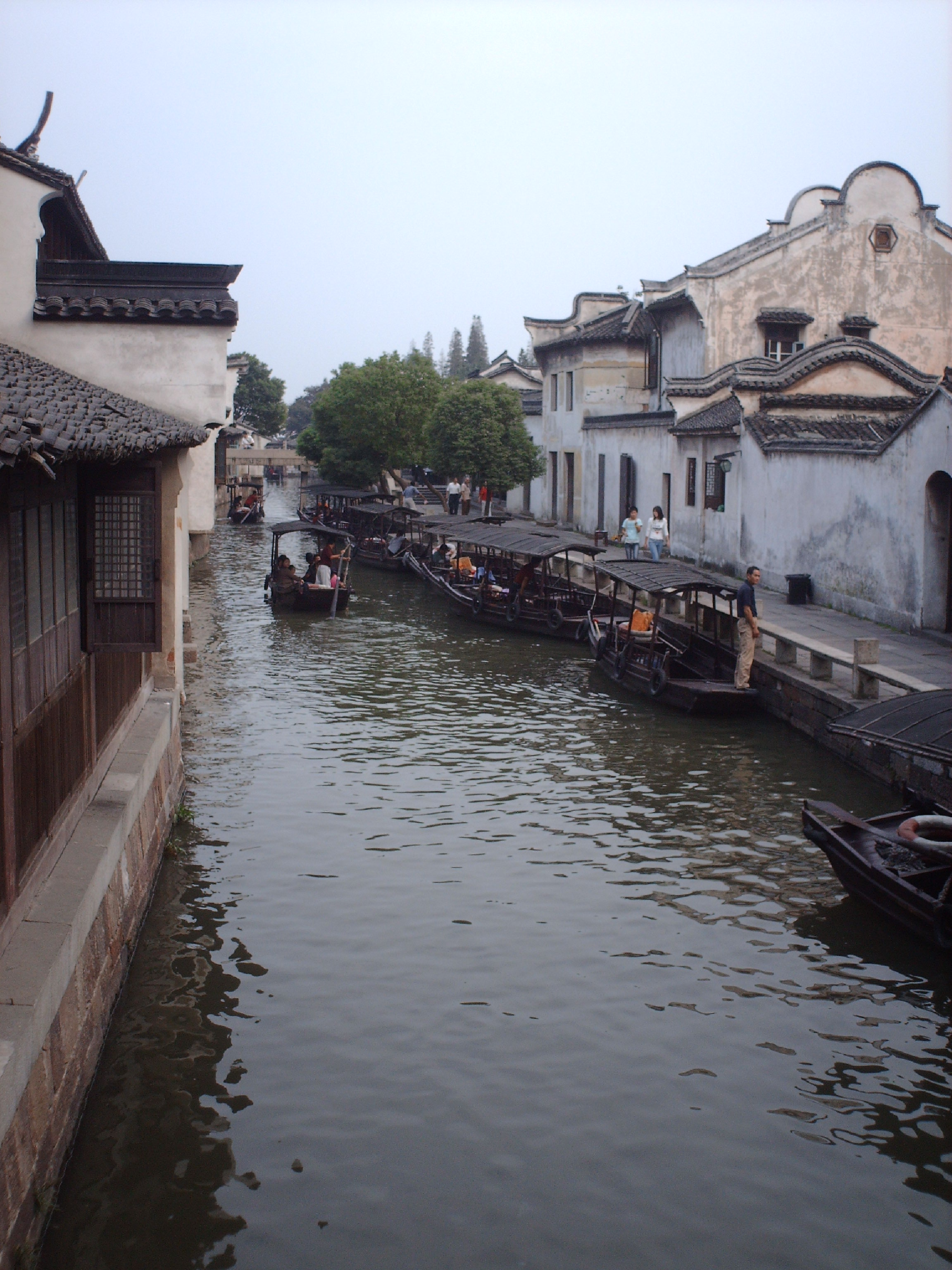